# Donato Gama da Silva
Donato, eigentlich Donato Gama da Silva (* 30. Dezember 1962 in Rio de Janeiro), ist ein ehemaliger brasilianischer Fußballspieler. Nach Annahme der spanischen Staatsangehörigkeit war er für die Spanische Fußballnationalmannschaft einsatzberechtigt.

## Sportliche Laufbahn

### Vereinskarriere
In seinem Heimatland Brasilien spielte der 1962 geborene 1,78 Meter große Carioca für America FC (RJ) und den CR Vasco da Gama in Rio de Janeiro.
Obwohl er erst mit 25 Jahren aus Südamerika nach Spanien wechselte, bestritt Donato danach noch 466 Punktspiele in der Primera División. Für Atlético Madrid und Deportivo La Coruña erzielte der zentrale Mittelfeldspieler insgesamt 49 Tore. Bei seinen letzten Einsätzen im spanischen Erstligafußball im Frühjahr 2003 war er bereits 40 Jahre alt.
Im Europapokal wurde er in 59 Begegnungen eingesetzt. Dabei war Donato 26-mal in der UEFA Champions League am Ball. In der Saison 1999/00 wurde er mit Deportivo La Coruña spanischer Meister.

### Auswahleinsätze
Zwischen 1994 und 1996 absolvierte der gebürtige Brasilianer zwölf A-Länderspiele für die spanische Nationalmannschaft. In diesen Partien gelangen ihm drei Treffer. Er debütierte am 16. November 1994 in einem mit 3:0 gewonnenen EM-Qualifikationsspiel gegen Dänemark.
Mit La Furia Roja nahm er an der EURO 1996 in England teil. In den vier Spielen der Südeuropäer, die im Viertelfinale gegen den Gastgeber im Elfmeterschießen ausschieden, wurde er einmal in der Vorrunde für knapp zehn Minuten eingesetzt. Dieses Match in Leeds gegen Bulgarien, das gleichzeitig seinen Abschied aus der Auswahl bedeutete, endete mit einem 1:1-Unentschieden.